# Ambassade de Lituanie en Pologne
L'ambassade de Lituanie en Pologne est la représentation diplomatique de la République de Lituanie auprès de la République de Pologne. Elle est située à Varsovie, la capitale du pays, et son ambassadeur est, depuis 2018, Edvardas Borisovas.

## Ambassadeurs de Lituanie en Pologne

### Depuis 1992
| De   | A    | Ambassadeur          |
| ---- | ---- | -------------------- |
| 1992 | 1994 | Dainius Junevičius   |
| 1994 | 2000 | Antanas Valionis     |
| 2001 | 2004 | Darius Degutis       |
| 2004 | 2010 | Egidijus Meilūnas    |
| 2010 | 2014 | Loreta Zakarevičienė |
| 2014 | 2018 | Šarūnas Adomavičius  |
| 2018 | auj. | Artūras Žurauskas    |